# 罗肯贝格
罗肯贝格（德語：Rockenberg，發音：[ˈʁɔkn̩ˌbɛʁk]）是德国黑森州达姆施塔特行政区韦特劳县的市镇，面积16.14平方千米，2023年12月31日人口为4,515人。